# 1069

## Esdeveniments

### Països Catalans
- Comtat de Carcassona: Ramon Berenguer I, comte de Barcelona, compra els drets sobre aquest comtat, el de Rasès i els vescomtats de Besiers i Agde.
- Comtat de Cerdanya: El comte Guillem I es casa amb Sança de Barcelona.
- S'esmenta per primer cop a la documentació el castell del Catllar.

### Món
- Noruega: Amb la mort del seu germà Magne II, Olaf III esdevé rei únic.
- Baixa Lotaríngia: Godofreu III succeeix el seu pare Godofreu II, en el ducat i els altres títols comtals.
- Marroc: Yússuf ibn Taixfín accedeix a l'emirat almoràvit.
- Emirat de Sevilla: Muhàmmad ibn Abbad al-Mútamid succeeix el seu pare Abbad ibn Muhàmmad al-Mútadid com a emir.
- Còrdova: Primer l'Emirat de Badajoz i després el de Toledo assetgen la ciutat amb la intenció d'annexar-se-la. No ho aconsegueixen per la intervenció de l'Emirat de Sevilla.
- Regne de Lleó: El rei Alfons VI es casa en primeres núpcies amb Agnès d'Aquitània.
- Anatòlia: Els seljúcides d'Alp Arslan envaeixen la Geòrgia oriental i part de l'Àsia Menor.
- Imperi Romà d'Orient: L'emperador Romà IV Diògenes engega una campanya per foragitar els seljúcides.

## Naixements
- Aragó: Pere I, rei. (m. 1104)

## Necrològiques
- Emirat de Sevilla: Abbad ibn Muhàmmad al-Mútadid, emir abbadita.
- Trondheim (Noruega): Magne II, rei, possiblement enverinat.
- Baixa Lotaríngia: Godofreu II, duc de Baixa Lotaríngia, comte de Verdun i Les Ardenes.
- Índia: Tilopa, estudiós, cap d'un dels llinatges budistes.